# Heinrich Gottlieb Behr
Heinrich Gottlieb Behr (* 16. Dezember 1803 in Schleiz; † 1877 in Heynitz bei Nossen) war ein evangelisch-lutherischer Pfarrer und Autor vor allem von Kinderliteratur.

## Leben und Werk
Behr besuchte zunächst das Gymnasium in Nossen und studierte ab 1823 Theologie an der Universität Leipzig, die er 1826 abschloss. Danach war er viereinhalb Jahre als Hauslehrer in Dresden tätig. 1831 wurde er Pfarrer in Heynitz.

## Schriften (Auswahl)
- Die Bibel, die beste Gabe. Bibelfestrede an der 5. Stiftungsfeier des Frauenbibelvereins zu Dresden am Reformationsfest 1840. Dresden, 1840.
- Die Feier des Weihnachtsabend. Eine Weihnachtsgabe für Kinder, Berlin, 1841; 4. Aufl., Berlin, 1865.
- Der kleine Daniel und die kleine Christiane oder Glaubensleben in Kinderherzen. Ein Schriftchen für Kinder, 1845.
- Gotthelf und Anna oder Die Waisenkinder. Eine Geschichte für Kinder erzählt, 1850.
- Die Christbescherung. Eine Weihnachtsgabe für Kinder, 1854.
- Leichenrede und Gebet am Begräbnißtage des Herrn E. G. von Heynitz auf Heynitz. Nebst kurzer Nachricht von dessen Leben. Leipzig, 1861.
- Jubelfestlied. Ihren Majestäten dem Könige Johann und der Königin Amalie von Sachsen am goldenen Ehejubiläum […], 1872.